# 容庚
容 庚（よう こう、1894年9月5日 - 1983年3月6日）は、中国の考古学者・金石学者・古文字学者。その著作『金文編』・『商周彝器通考』によって知られる。名ははじめ肇庚、のちに庚。字は希白。室名は頌斎。

## 生涯と業績
容庚は広東省広州府東莞県の学者の家に生まれた。古文字学は母方の叔父に学んだ。中学卒業後は上の学校に上がらず、『金文編』を編纂した。1922年に『金文編』の原稿を持って天津の羅振玉を訪れ、羅振玉の推薦によって北京大学研究所の研究生になり、1926年に卒業した。その間の1925年に『金文編』を完成、出版している。
『金文編』は当時知られていた殷周青銅器の文字を『説文解字』の順にまとめた字典で、金文の研究を行う上できわめて有用な書物であった。その後新しい青銅器が知られるに従って増補改訂された。秦・漢の青銅器を対象とした『金文続編』(1935)、『金文編 修訂本』(1939)、『金文編 増訂本』(1959)がある。容庚没後の1985年に、馬国権・張振林によって増補された『金文編』が中華書局から出版された。
1925年に故宮博物院が発足すると、その鑑定委員会の委員となった。
1926年に燕京大学の準教授（翌年に教授）となり、また『燕京学報』の主編をつとめた。1941年には大著『商周彝器通考』（上下2巻、哈佛燕京学社）を出版した。同年、太平洋戦争がはじまると日本が燕京大学を閉鎖したため、容庚は北京大学で教えた。戦後、日本統治下の「偽」北京大学で教えたことを批判されて大学にいられなくなり、広東省に帰った。ほどなく嶺南大学中文系の教授に招かれ、かつ嶺南大学学報の主編をつとめた。中華人民共和国成立後、1952年に嶺南大学が中山大学に併合されると、そのまま中山大学の中文系の教授となり、終生その職にあった。
文化大革命では批判され、草取りなどの労働を強制されたが、その中でも『叢帖目』などの著作を執筆した。
中華書局から『容庚学術著作全集』（全21巻、2011年）が刊行されている。